# Forte Bruciato
Il Forte Bruciato sorge in posizione dominante su una collina presso Giovo Ligure nel comune di Pontinvrea. Faceva parte di un sistema difensivo composto da 6 diverse piazzeforti poste a guardia del Colle del Giovo per proteggere il Piemonte da eventuali invasioni dal mare.
Pressoché simile strutturalmente ai forti Moglie e Scarato, è il forte maggiormente visibile in quanto non invaso dalla vegetazione infestante. Era munito di due cannoni da 120 ARC su affusto corazzato Gruson.